# Tinearia alternata
Tinearia alternata är en tvåvingeart som först beskrevs av Thomas Say 1824.  Tinearia alternata ingår i släktet Tinearia, och familjen fjärilsmyggor. Arten är reproducerande i Sverige.

## Bildgalleri

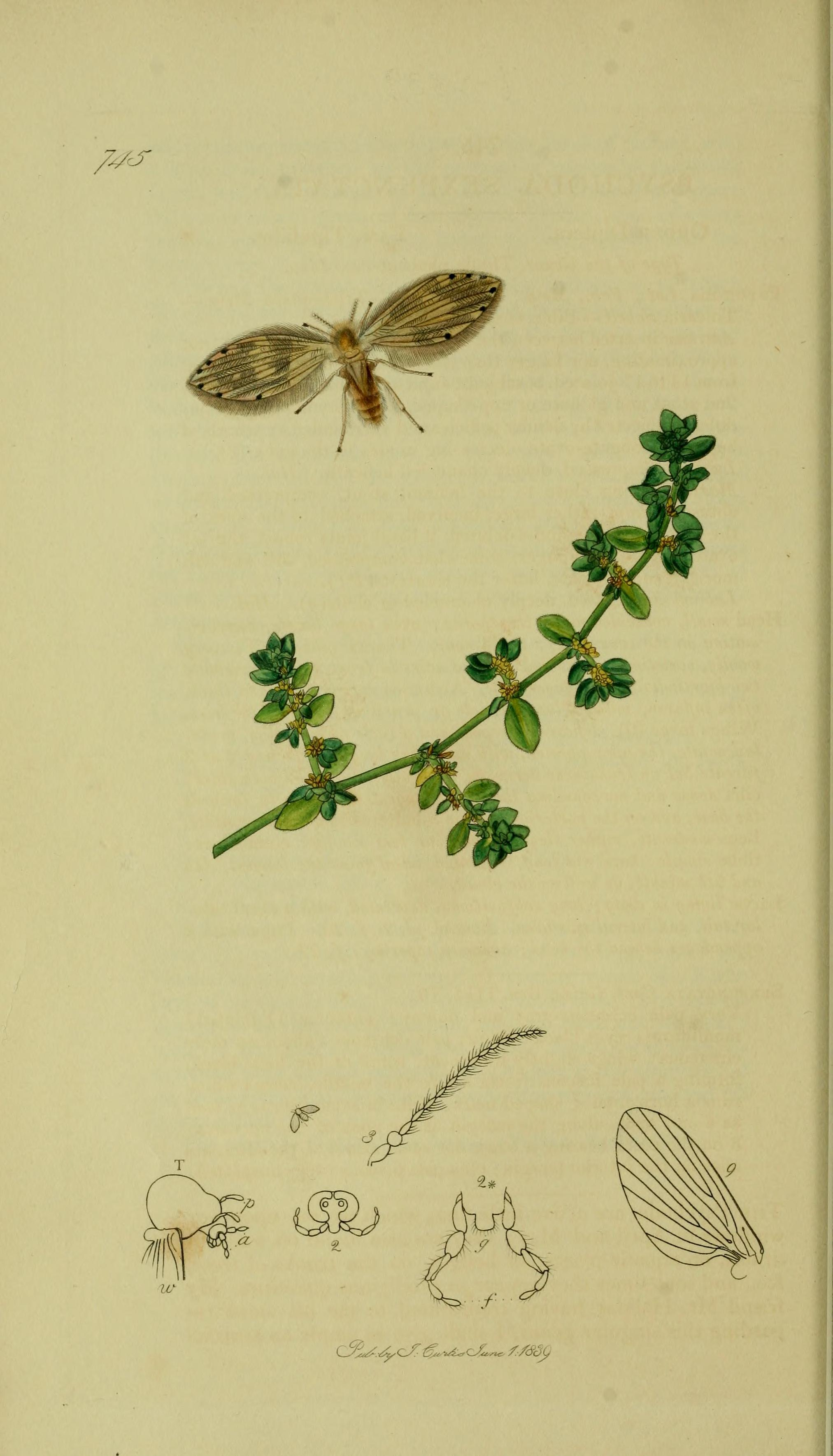